# Gene Shay
Gene Shay (nacido como Ivan Shaner; Filadelfia, 4 de marzo de 1935 - Wynnewood, 17 de abril de 2020) fue un locutor de radio estadounidense y representante de la escena de la música folklórica de la ciudad de Filadelfia. Produjo programas de radio folk semanales desde 1962 (ahora en WXPN y su show final en WXPN fue el 1 de febrero de 2015; previamente escuchado en WDAS-FM, WMMR, WIOQ y WHYY-FM). Fundador del Festival Folklórico anual de Filadelfia y su maestro de ceremonias desde su inicio, The Philadelphia Daily News lo ha llamado "Decano de DJs folklóricos estadounidenses" por The Philadelphia Daily News y "The Grandfather of Philadelphia Folk Music" por The Philadelphia Investigador. También se desempeñó como anfitrión de la transmisión en línea "Folk Alley" que se originó en la estación WKSU de la Universidad Estatal de Kent y continuó en el sitio web de WXPN. 

## Carrera
Algunas de sus primeras entrevistas grabadas con Joni Mitchell, Jackson Browne, John Denver, Tom Waits, Phil Ochs, Bonnie Raitt y Judy Collins fueron bootleg.     
Fue el primero en traer a Bob Dylan a Filadelfia en 1963 para su concierto debut. Como escritor y productor de publicidad, escribió los comerciales de radio originales para Woodstock. Ayudó a diseñar el famoso logotipo de "banjo sonriente" para el Festival Folklórico de Filadelfia y años más tarde se le ocurrió el nombre de World Cafe para la serie sindicada a nivel nacional producida por WXPN y distribuida por National Public Radio. 
Durante unos años editó y publicó Singer-Songwriter, un boletín que tenía suscriptores en los Estados Unidos, Canadá y Japón. 

## Premios y logros
Recibió un premio al logro de toda la vida de Delaware Valley Music Poll en 1994 y fue incluido en el Salón de la Fama de Radio, TV y Teatro de la Universidad de Temple el 25 de octubre de 2005. 
Fue socio de Sliced Bread Records y produjo varias colecciones de música popular para ese sello. Lo más notable pudo haber sido What's That I Hear, The Songs Of Phil Ochs, un álbum tributo con canciones de Phil Ochs interpretadas por más de una partitura de cantantes populares, y la Antología del 40 aniversario de Philadelphia Folk Festival, una histórica colección de dos CD de grabaciones de presentaciones del festival de Pete Seeger, Bonnie Raitt, Fairport Convention, John Prine, Arlo Guthrie y muchos otros. El álbum Moses Rascoe Blues que produjo para Flying Fish Records fue considerado para una nominación al Premio Grammy. 
Shay se desempeñó como miembro de la Junta de la Carta de la Alianza Popular de América del Norte, sirvió en la Junta de Sing Out! Magazine, la música folclórica nacional trimestral fundada por Woody Guthrie y Pete Seeger a fines de la década de 1940, y fue miembro con derecho a voto en la Junta de Gobernadores de NARAS en Filadelfia. 

## Muerte
Shay murió a la edad de 85 años, el 17 de abril de 2020 de COVID-19 en Lower Merion Township, Pennsylvania .